# Relativity
Relativity es el primer álbum de estudio de la banda estadounidense de rock alternativo Emarosa. Fue lanzado el 8 de julio de 2008 a través de Rise Records y fue producido por Kris Crummett, quien produjo con otras bandas como Drop Dead, Gorgeous y Fear Before, con quien Jonny Craig trabajó en el álbum debut de Dance Gavin Dance el año anterior.
Esta es la primera grabación de la banda con el vocalista Jonny Craig durante un período fuera de Dance Gavin Dance. También es el álbum donde colabora el guitarrista rítmico Jonas Ladekjaer. El álbum alcanzó el puesto 191 en el Billboard 200 y el 33 en los mejores álbumes independientes. 
Una demostración inédita del proyecto incluía versiones alternativas de las pistas "Pretend.Release.The Close" y "Set It Off Like Napalm".

## Lista de canciones
Todas las letras escritas por ER White y Jonny Craig, toda la música compuesta por Emarosa. 
| N.º | Título                                                   | Note | Duración |  |
| 1.  | «The Past Should Stay Dead»                              |      | 4:33     |  |
| 2.  | «Just Another Marionette»                                |      | 4:04     |  |
| 3.  | «What's a Clock Without the Batteries?»                  |      | 3:38     |  |
| 4.  | «Heads or Tails? Real or Not?»                           |      | 5:01     |  |
| 5.  | «Even Bad Men Love Their Mothers» (con Jacqueline Craig) |      | 2:00     |  |
| 6.  | «Her Advice Cost Us a Life»                              |      | 4:34     |  |
| 7.  | «Set It Off Like Napalm»                                 |      | 3:06     |  |
| 8.  | «Sailing in the Dark Isn't Smart Kid!»                   |      | 3:16     |  |
| 9.  | «Pretend. Release. The Close.»                           |      | 2:59     |  |
| 10. | «It's Cold in the Shade, Let's Move to the Sun...»       |      | 1:00     |  |
| 11. | «I Still Feel Her Pt. 1»                                 |      | 4:32     |  |
| 12. | «A City Called Coma Pt. 2»                               |      | 4:22     |  |